# Damietta
Damietta (arabsko دمياط, Dumyāṭ [domˈjɑːtˤ]) je pristaniško mesto in glavno mesto province Damieta v Egiptu. Nahaja se ob najbolj vzhodnem rokavu 
delte Nila. Od Sredozemskega morja je oddaljeno 15 kilometrov in od Kaira približno 200 kilometrov. Damietta je bila sedež   katoliške škofije in je članica Unescove globalne mreže učečih se mest. 

## Etimologija
| d | mi | i | N21 · Z1 |

| t · O49 |

## Zgodovina
Geograf Štefan Bizantinski iz 6. stoletja omenja, da se je v helenističnem obdobju mesto imenovalo Tamiatis (starogrško Ταμίαθις).
Pod rašidunskim kalifom Omarjem (579–644) so mesto zavzeli Arabci in se uspešno upirali poskusom Bizantinskega cesarstva, da bi ga ponovno zavzelo, zlasti v letih 739, 821, 921 in 968. Abasidski kalifat je uporabljal Aleksandrijo, Damietto, Aden in Siraf kot pristanišča za trgovanje z Indijo in kitajsko dinastijo Tang. Damietta je bila pomembno pomorsko oporišče Abasidskega, Tulunidskega in Fatimidskega kalifata. To je privedlo do več napadov Bizantinskega cesarstva, predvsem do plenjenja in uničenja mesta maja 853. 
Damietta je postala ponovno pomembna  med križarskimi vojnami v 12. in 13. stoletju. Leta 1169 jo je napadla flota Jeruzalemskega kraljestva s podporo Bizantinskega cesarstva. Obleganje mesta, ki ga je branil Saladin, se je končalo z umikom oblegovalcev.
Med pripravami na peto križarsko vojno leta 1217 je bilo odločeno, da bo Damietta središče napada. Nadzor nad Damietto je namreč pomenil nadzor nad Nilom in križarji so verjeli, da od tam lahko osvojijo Egipt. Iz Egipta bi nato lahko napadli Palestino, ki so jo vladali Ajubidi, in ponovno zavzeli Jeruzalem. Po obleganju Damiette v letih 1218/1219 so pristanišče leta 1219 zasedli križarji in mesto izropali.
Pred tem je istega leta v mesto prišel Frančišek Asiški, da bi se mirno pogajal z muslimanskim vladarjem. Leta 1221 so križarji poskušali vkorakati v Kairo, a so bili uničeni zaradi kombinacije narave in muslimanske obrambe.
Damietta je bila tudi tarča sedme križarske vojne, ki jo je vodil Ludvik IX. Francoski. Njegova flota je tja priplula leta 1249 in hitro zavzela trdnjavo. Kralj Damiette ni hotel predati nominalnemu jeruzalemskemu kralju, čeprav mu je bila obljubljena med peto križarsko vojno. Ko so Ludvika IX. aprila 1250 porazili in ujeli, je moral Damietto predati kot odkupnino za svojo osvoboditev.
Ko je mameluški sultan Bajbars izvedel, da Ludvik pripravlja novo križarsko vojno, je leta 1251 Damietto uničil in jo v 1260. letih nekaj kilometrov od Nila na novo zgradil in močno utrdil. Ustje Damiettskega rokava Nila je postalo neprehodno za križarske ladje.

## Podnebje
Po Köppnovi podnebni klasifikaciji ima Damietta vroče puščavsko podnebje (BWh), vendar vetrovi s Sredozemskega morja močno uravnavajo temperature, značilne za severno obalo Egipta. Poletja so zato zmerno vroča in vlažna, zime pa mile in zmerno vlažne. Pogosti sta tudi sodra in toča. 
Port Said, Kosseir, Ras El Bar, Baltim, Damietta in Aleksandrija imajo zato najmanjše nihanje temperatur v Egiptu.
| Podnebni podatki za Damietta     | Podnebni podatki za Damietta | Podnebni podatki za Damietta | Podnebni podatki za Damietta | Podnebni podatki za Damietta | Podnebni podatki za Damietta | Podnebni podatki za Damietta | Podnebni podatki za Damietta | Podnebni podatki za Damietta | Podnebni podatki za Damietta | Podnebni podatki za Damietta | Podnebni podatki za Damietta | Podnebni podatki za Damietta | Podnebni podatki za Damietta |
| Mesec                            | Jan                          | Feb                          | Mar                          | Apr                          | Maj                          | Jun                          | Jul                          | Avg                          | Sep                          | Okt                          | Nov                          | Dec                          | Letno                        |
| -------------------------------- | ---------------------------- | ---------------------------- | ---------------------------- | ---------------------------- | ---------------------------- | ---------------------------- | ---------------------------- | ---------------------------- | ---------------------------- | ---------------------------- | ---------------------------- | ---------------------------- | ---------------------------- |
| Povprečna visoka temperatura °C  | 18.1                         | 18.8                         | 19.7                         | 22.7                         | 26.6                         | 28.4                         | 30.5                         | 30.5                         | 28.9                         | 27.3                         | 23.7                         | 20.0                         | 24.6                         |
| Povprečna dnevna temperatura °C  | 15.2                         | 15.2                         | 16.7                         | 19.0                         | 22.0                         | 24.5                         | 26.3                         | 27.2                         | 26.3                         | 24.5                         | 21.2                         | 17.2                         | 21.3                         |
| Povprečna nizka temperatura °C   | 8.3                          | 9.2                          | 10.9                         | 13.9                         | 17.8                         | 20.1                         | 21.5                         | 21.8                         | 20.3                         | 19.0                         | 15.8                         | 10.7                         | 15.8                         |
| Povprečna količina dežja mm      | 26                           | 19                           | 13                           | 5                            | 1                            | 0                            | 0                            | 0                            | 0                            | 7                            | 17                           | 24                           | 112                          |
| Povprečna relativna vlažnost (%) | 81                           | 78                           | 75                           | 65                           | 60                           | 60                           | 67                           | 73                           | 76                           | 78                           | 80                           | 82                           | 73                           |
| Vir: Arab Meteorology Book       |                              |                              |                              |                              |                              |                              |                              |                              |                              |                              |                              |                              |                              |

## Gospodarstvo
Damietta je zelo znana po pohištveni industriji, ki svoje proizvode izvaža po celem svetu. Kanal jo povezuje z Nilom, zaradi česar je ponovno postala pomembno pristanišče. V provinci je obrat za utekočinjanje zemeljskega plina s končno zmogljivostjo 9,6 milijona ton/leto in obrat sinteto metanola s kapaciteto 3600 ton na dan. Razen tega je Damietta znana po mladem siru domiati in drugih mlečnih izdelkih, egiptovskih slaščicah in ribištvu.

## Glavne zanimivosti
Mošeje
- Amr ibn al-Asova mošeja, druga mošeja, ki so jo v Egiptu in Afriki zgradili  Arabci po osvojitvi Egipta. Med križarsko okupacijo je bila mošeja dvakrat preurejena v cerkev.
- al-Bahrova mošeja iz osmanskega obdobja.
- al-Hadidijeva mošeja v Faraskourju, stara 200 let.
- al-Maainijeva mošeja, zgrajena med vladavino al-Nasirja Mohameda ibn Kalavona.
- al-Matbulijeva mošeja iz mameluškega obdobja.
- al-Radvanijeva mošeja iz mameluškega obdobja.

Drugo
- Ruševine damiettske trdnjave v Ezbet El-Borgu.
- Stari most (el-Kōbrī el-Qadīm) iz zgodnjega 20. stoletja.
- Souk al-Hesba, staro mestno središče iz abasidskega obdobja.